# Jupiter u usponu
Jupiter u usponu je američki znanstveno-fantastični film iz 2015. godine čiji su scenaristi, producenti i redatelji Lana i Andy Wachowski. Glavne uloge u filmu ostvarili su Channing Tatum, Mila Kunis, Sean Bean i Eddie Redmayne, a radnja filma fokusirana je na Jupiter Jones (Kunis), sasvim običnu čistačicu i Cainea Wisea (Tatum), međuplanetarnog ratnika koji mladoj Jones otkriva da njezina životna sudbina leži izvan granica planete Zemlje. Jedan od sporednih glumaca Douglas Booth izmišljeni svijet filma usporedio je s onima iz filmova Matrix i Ratovi zvijezda dok je glavna glumica Kunis kao teme filma istaknula povlađivanje i konzumerizam.
Ko-producent filma je Grant Hill čime je Jupiter u usponu postala sedma filmska suradnja između njega i Wachowskih kao producenta ili izvršnog producenta. Na filmu su također radili i ostali stručnjaci s kojima Wachowskiji imaju stalnu suradnju još od njihovog prvog filma Matrix, uključujući scenografa Hugha Bateupa, stručnjaka za specijalne efekte Dana Glassa, dizajnera specijalnih efekata Johna Gaetu, montažera zvuka Danea Davisa i kostimografkinju Kym Barrett. Ostale upečatljive kolaboracije s prijašnjih filmova uključuju kompozitora glazbe Michaela Giacchina (iz filma Speed Racer) te fotografa Johna Tolla, montažera Alexandera Bernera i glavnog šminkera Jeremyja Woodheada (iz filma Atlas oblaka).
Film Jupiter u usponu dobio je iznimno negativne kritike, a većina loših ocjena bila je fokusirana na nepovezanost scenarija, karakterizaciju likova i pretjeranu ovisnost o specijalnim efektima. Neki od kritičara hvalili su vizualni identitet filma, originalnost priče i glazbu. Nadalje, film je doslovno propao na kino blagajnama kada se uzme u obzir njegov budžet, a također je naišao na slabe reakcije same publike, premda je ženski dio obožavatelja žanra znanstvene fantastike hvalio odstupanje od stereotipnih zapleta s uglavnom muškim likovima.

## Radnja
Zemlju, kao i nebrojene druge planete, osnovale su obitelji transljudi i pripadnika izvanzemaljskih kraljevskih obitelji, a sve za potrebe "žetve" nastalih organizama koje stvaraju serum mladosti za elitu s drugih planeta. Nakon smrti matrijarhice Kuće Abrasax, najmoćnije izvanzemaljske dinastije, njezina djeca Balem, Kalique i Titus svađaju se oko nasljedstva; Balem je naslijedio ogromnu rafineriju na Jupiteru, a Titus svoje nasljedstvo troši na raskošni svemirski brod.
Jupiter Jones u naraciji otkriva gledateljima kako su se njezin otac Maximilian Jones i majka Aleksa upoznali u Sankt-Peterburgu. Nakon što Maximilian bude ubijen tijekom pljačke, Aleksa svojoj novorođenoj kćerci daje ime Jupiter po njemu najdražem planetu te se seli u Chicago kako bi živjela s ostatkom obitelji.
Mnogo godina kasnije, Jupiter Jones čisti kuće svojih bogatih susjeda. Kako bi skupila dovoljno novca za teleskop, Jupiter uz pomoć svog rođaka Vlada pristaje prodati svoje jajne stanice, a pritom se koristi imenom svoje prijateljice Katharine Dunlevy. U stanu od Katherine, Jupiter i ona bivaju napadnute od strane izvanzemaljskih "Čuvara", a kada ih Jupiter uspije uslikati svojim mobitelom, oni joj izbrišu sjećanje na incident. Jupiter, međutim, pronalazi fotografiju na svom telefonu dok u klinici čeka na pregled, ali se ne može sjetiti uslikanog događaja. Tijekom procedure Jupiter otkriva da su doktori i medicinske sestre zapravo Čuvari koji su poslani da je ubiju, ali ju u posljednji trenutak spašava Caine Wise, bivši vojnik kojeg je Titus poslao kako bi mu doveo Jupiter.
Dok se Caine i Jupiter uspinju do njegovog broda, Čuvari ga uništavaju nakon čega ih i napadaju. Caine uspijeva odoljeti napadima, ubiti Čuvare i oteti jednu od njihovih letjelica cijelo vrijeme zaštićujući Jupiter. Nakon toga, Caine shvaća da je Jupiter od iznimne važnosti za Titusa, ali i Balema za kojeg se ispostavlja da je poslao Čuvare na Zemlju kako bi ju zarobili. On odvodi Jupiter do Stingera Apinija, bivšeg vojnika koji živi na Zemlji u izgnanstvu. U trenutku kada Jupiter otkriva da može kontrolirati pčele u Stingerovoj nastambi, za nju se ispostavlja da je jedna od pripadnica galaktičkog kraljevskog sloja. Stinger pristaje pomoći Jupiter, ali grupa lovaca koje je u početku unajmio Balem, ali potplatila Kalique zarobljava Jupiter i odvode ju u Kaliqueinu palaču na udaljenom planetu gdje joj Kalique objašnjava da je Jupiter genetički identična njezinoj mrtvoj majci, a samim time je i prava nasljednica Zemlje. Uz pomoć kapetanice Diomike Tsing iz Aegisa (intergalaktičke policije), Caine spašava Jupiter od Kalique i vodi je na planet Ores (intergalaktički glavni planet) kako bi tamo birokratskom procedurom zatražila svoje nasljedstvo.
U još jednom pokušaju da namami Jupiter, Balem šalje Greeghana da otme njezinu obitelj. Na putu prema Zemlji, Titusovi plaćenici otimaju Jupiter i sputavaju Cainea kao kaznu što ju nije doveo k njemu kako je bilo obećano. Titus Caineu otkriva svoj plan ženidbe i ubojstva Jupiter, a sve kako bi dobio vlasništvo nad Zemljom. Nakon toga baca Cainea u svemirski otvor te pokušava zavesti Jupiter obećavajući joj da će prekinuti izradu seruma mladosti za koji je Zemlja planirani sljedeći izvor. Caine preživljava pad te se vraća sa Stingerom kako bi spasio Jupiter koja se već nalazi pred oltarom. Jupiter zatraži povratak kući na Zemlju, ali saznaje da je njezinu obitelj kao taoce uzeo Balem. U svojoj rafineriji, Balem zahtijeva vlasništvo nad Zemljom u zamjenu za Jupiterinu obitelj. Shvativši da Balem može "požnjeti" Zemlju tek uz njezin pristanak, ona odbija. Caine potajno dolazi u rafineriju te oštećuje gravitacijski trup broda zbog čega se kompletna rafinerija započne urušavati. Dok traje evakuacija, Tsingin brod dolazi i spašava Jupiterinu obitelj.
Jupiter preživljava urušavanje rafinerije, ali ju Balem pokušava ubiti. Ona mu se odupre te ju u konačnici spašava Caine dok Balem pada u vlastitu smrt. Dok se rafinerija nalazi u posljednjim trenucima urušavanja prije potpune propasti, Tsing otvara portal do Zemlje uz želju za evakuacijom što bi za posljedicu imalo ostavljanje Cainea i Jupiter njihovoj sudbini. Međutim, lakne joj kada shvati da su oboje uspješno prošli portal skupa s njezinim brodom. Jupiterina obitelj se vraća kući bez ikakvog sjećanja na događaje o vlastitom nestanku, dok Jupiter potajno preuzima vlasništvo nad Zemljom. Caineov vojnički rang u Legiji mu je vraćen pa on i Jupiter započnu ljubavnu vezu.

## Glumačka postava
- Channing Tatum kao Caine Wise, genetički uzgojen vojnik: polupvjek, polupas, premda to nije odmah vidljivo.[18] On ima izuzetno jak osjećaj za miris koji mu omogućava da uđe u trag genima kroz kompletni univerzum.[19] Kako bi što bolje odradio ulogu, Tatum je na vilici nosio aparata kako bi mu isti promijenio izgled donje čeljusti, a što mu je onemogućavalo da zatvori usta te zbog čega je teško govorio.
- Mila Kunis kao Jupiter Jones. Kunis je svoj lik opisala kao jednog od onih koji su nezadovoljni sa svojim poslom i životom sve dok ju Caine ne pronađe.[10]
- Sean Bean kao Stinger Apini, tip lika kakav je Han Solo.[20] Stinger je pola čovjek, a pola pčela radilica što mu daje dodatnu brzinu, posebnu moć vida i visoke izraženosti za lojalnost. On je bivši Caineov suborac,[10] ali koji sada na Zemlji živi sa svojom kćerkom.[12]
- Eddie Redmayne kao Balem Abrasax, car Kuće Abrasax i najstariji od troje djece obitelji Abrasax. Balem iz gigantske rafinerije na planetu Jupiter kontrolira najbogatije carstvo u poznatom svemiru. Osjeća se ugroženim kada Jupiter Jones položi pravo na Zemlju te ju pokušava zaustaviti.[10]
- Douglas Booth kao Balemov brat. Booth je svoj lik opisao kao "svojevrsnog playboya", a njegov svemirski brod kao mješavinu gotičke katedrale i rezidenciju Playboya.[10]
- Edward Hogg kao Chicanery Night[21]
- Maria Doyle Kennedy kao Aleksa, Jupiterina majka.
- Tuppence Middleton kao Kalique Abrasax, Balemova i Titusova sestra[10] čiji su motivi manje vezani za biznis od njezine braće.
- Nikki Amuka-Bird kao Diomika Tsing, kapetanica Aegisa
- Vanessa Kirby kao Katharine Dunlevy, Jupiterina prijateljica
- Jeremy Swift kao Vassily Bolotnikov
- Christina Cole kao Gemma Chatterjee, cibernetička službenica na Aegisu.
- Doona Bae kao Razo, lovac na ucjene.
- James D'Arcy kao Maximilian Jones, Jupiterin otac.
- Kick Gurry kao Vladie, Jupiterinrođak.
- Tim Pigott-Smith kao Malidictes
- Gugu Mbatha-Raw kao Famulus, kombinacija čovjeka i jelena.[22][23]
- Ramon Tikaram kao Phylo Percadium

## Produkcija

### Razvoj projekta
Godine 2009. tadašnji predsjednik kompanije Warner Bros. Jeff Robinov pristupio je Lani i Andyju Wachowskom u vezi stvaranja originalnog intelektualnog vlasništva i franšize. Razvoj projekta započeo je dvije godine kasnije kada je ekipa za produkciju i specijalne efekte započela na pretprodukciji temeljenoj na prvoj verziji scenarija, dok su u isto vrijeme Lana i Andy snimali futurističke segmente filma Atlas oblaka. Priča Jupitera u usponu djelomično je inspirirana Laninom najdražom knjigom - Odiseja: "Knjiga me u potpunosti emotivno ispunila. Cijeli taj koncept i kako te gotovo spiritualna putovanja promjene". Još jedna inspiracija za priču bio je Čarobnjak iz Oza kojeg je Lana stavila u kontrast s Odisejom: "Dorothy je od početka do kraja praktički nepromijenjena. S druge strane, Odisej doživljava epsku promjenu svog identiteta". Lana i Andy su opisali radnju filma kao pokušaj da obrnu klasičnog znanstveno-fantastičnog junaka koji je uvijek  "emotivno suzdržan, jak i stoički". Umjesto toga pokušali su kreirati novi oblik ženskog znanstveno-fantastičnog junaka u filmskom žanru svemirske opere: "Razmišljali smo o tome možemo li stvoriti drugačiji ženski lik poput Dorothy ili Alice? Likovi koji izazivaju konflikt i kompleksne situacije, ali s inteligencijom i empatijom? Da, Dorothy ima svog zaštitnika Totoa koji uvijek na nekoga laje. I to nam je valjda bio početak za kreiranje lika Cainea".

### Dizajn filma
Producent Grant Hill i stručnjak za specijalne efekte Dan Glass istaknuli su da se u svojim filmovima Lana i Andy Wachowski nikad ne ponavljaju. Hill je dizajn filma opisao kao originalni pokušaj stvaranja svemirskog okoliša, dok je Glass napomenuo da su na izgled filma utjecali gradovi diljem Europe, a ne raniji filmovi žanra znanstvene fantastike. Primjeri za to uključuju renesansnu arhitekturu, moderno staklo i gotičku umjetnost.

### Snimanje filma
Film Jupiter u usponu bio je koprodukcija između američkog studija Warner Bros. i australske kompanije Village Roadshow Pictures. Oba studija omogućila su 40% ukupnog budžeta, a kompanija RatPac-Dune Entertainment dala je ostalih 20%. Roberto Malerba i Bruce Berman služili su kao izvršni producenti filma. Snimanje je započelo u studijima Warner Bros. dana 2. travnja 2013. godine uz početni budžet od 130 milijuna dolara. Snimalo se također i u katedrali Ely u Engleskoj.
Sve do lipnja produkcija filma zadržana je u Londonu kada se tijekom srpnja i kolovoza preselila na razne lokacije u Chicagu. Manji dijelovi filma kako bi se detaljnije objasnila radnja snimljeni su u siječnju i ranom svibnju sljedeće godine, a potonje je snimano u Bilbaou u Španjolskoj. U jednoj od uvodnih scena filma vidi se Dancing House u Pragu koju je dizajnirao Frank Gehry, isti arhitekt koji je dizajnirao i Guggenheimov muzej u Bilbaou koji se također vidi u nekoliko scena u filmu. Ovo je bio drugi film kojeg je glavni snimatelj John Toll snimio digitalno, koristeći Arri Alexas i Codex rekordere (nakon Iron Mana 3), a dijelom je razlog tomu bio i element specijalnih efekata.
Scena potjere u trajanju od osam minuta u kojoj Jupiter i Caine bježe pred izvanzemaljcima u centru Chicaga nedugo nakon što se prvi put upoznaju snimana je pod kodnim imenom Fifty-Two Part. To je ujedno bila i najduža sekvenca u scenariju koja je uključivala neke od najzahtijevnijih akrobacija. Kako bi ju uspješno snimili, Kunis i Tatum morali su snimati svakoga dana punih šest mjeseci.

## Distribucija
Originalan plan bio je krenuti s filmom u kino distribuciju 25. srpnja 2014. godine, ali kasnije je datum promijenjen na 18. srpnja. Međutim, dana 3. lipnja iste godine datum početka kino distribucije pomaknut je na 6. veljače 2015. godine zbog izrazito loših reakcija testne publike u travnju, a sve kako bi se dalo više vremena za posvetu dodatnim specijalnim efektima zbog čega se u konačnici produkcijski budžet filma popeo do 203 milijuna dolara. Film je u kino distribuciju krenuo u IMAX 3D-u kao i njegov tadašnji glavni konkurent, film Sedmi sin kompanije Universal Pictures. Film se u domaćim kinima započeo prikazivati od 5. veljače 2015. godine.
Jupiter u usponu imao je skrivenu premijeru na filmskom festivalu u Sundanceu dana 27. siječnja 2015. godine u kinu Mary G. Steiner u Park Cityju.

## Priznanja

### Zarada na kino blagajnama
Film Jupiter u usponu zaradio je 47,9 milijuna dolara u Sjevernoj Americi te dodatnih 136,5 milijuna na ostalim teritorijima diljem svijeta čime njegova sveukupna kino zarada do danas iznosi 183,9 milijuna dolara uz produkcijski budžet od 203 milijuna dolara.
U prvom vikendu prikazivanja prvotno je procijenjeno da će film zaraditi između 21 i 23 milijuna dolara. Film se također nalazio i na listi "najriskantnijih box-office oklada 2015. godine" koju je objavila internetska stranica screenrant.com. Navodno je film od pretpremijernih projekcija u četvrtak utržio milijun dolara. Međutim, u konačnici je film bio box-office promašaj, budući je prvog dana prikazivanja zaradio 6,4 milijuna dolara te je procijenjeno da će u prvom vikendu prikazivanja Jupiter u usponu utržiti oko 18 milijuna dolara. Drugog dana prikazivanja film je zaradio 7,6 milijuna dolara, a trećeg dana procijenjenih 5 milijuna čime je ukupna zarada u prvom vikendu iznosila 18,4 milijuna dolara iz 3181 kino dvorane (5,776 dolara po kinu, u prosjeku). Jupiter u usponu završio je na trećem mjestu najgledanijih filmova tog tjedna u američkim kinima, iza uradaka Spužva Bob Skockani: Spužva na suhom (55,4 milijuna) i Snajperist (23,3 milijuna).
Unatoč razočaravajućem prvom vikendu prikazivanja u Sjevernoj Americi, Jupiter u usponu je u ostatku svijeta zaradio 32,5 milijuna dolara prikazavši se u 65 različitih teritorija (uključujući i Hrvatsku). Među državama u kojima je film najbolje prošao bila je i Rusija gdje je film postao najgledanijim tog vikenda uz zaradu od 4,7 milijuna dolara. Također se istoga vikenda otvorio i u Francuskoj (2,5 milijuna dolara), Južnoj Koreji (2,1 milijun dolara), Ujedinjenom Kraljevstvu (2 milijuna dolara), Brazilu (1,9 milijuna dolara), Meksiku (1,8 milijuna dolara), Njemačkoj (1,8 milijuna dolara), Italiji (1,2 milijuna dolara) i Španjolskoj (1,1 milijuna dolara). U hrvatskim kinima film su u prvom vikendu pogledala 6.132 gledatelja čime je zasjeo na treće mjesto gledanosti. Film je također započeo s prikazivanjem i u Aziji gdje je zaradio dodatnih 6 milijuna dolara u Singapuru, Hong Kongu, Tajvanu, Filipinima, Indoneziji, Maleziji i Tajlandu. Film se u Kini započeo prikazivati u ožujku (23,2 milijuna dolara) te zauzeo prvo mjesto najgledanijih filmova na međunarodnom tržištu toga vikenda.

### Kritike
Film Jupiter u usponu dobio je uglavnom negativne kritike filmske struke. Loše ocjene uglavnom su se odnosile na nepovezan scenarij, pretjerano melodramatsku glumu Eddieja Redmaynea te preveliku ovisnost filma o specijalnim efektima, premda su određeni kritičari potonje hvalili uz glazbu i originalnost priče. Na popularnoj internetskoj stranici Rotten Tomatoes koja se bavi prikupljanjem filmskih kritika, Jupiter u usponu ima 24% pozitivnih ocjena temeljenih na 229 zaprimljenih tekstova uz prosječnu ocjenu 4,3/10. Zajedničko mišljenje kritičara na toj stranici glasi: "Ugodan za oko, ali narativno zbunjujuć, Jupiter u usponu još je jedan vizualno uzbudljivi promašaj Lane i Andyja Wachowskog". Na drugoj internetskoj stranici koja se također bavi prikupljanjem kritika, Metacritic, film ima prosječnu ocjenu 40/100 temeljenu na 40 zaprimljenih tekstova. U anketama CinemaScorea koje su se provodile tijekom prvog vikenda prikazivanja filma, prosječna ocjena publike Jupitera u usponu bila je -B na ljestvici od A+ do F.
Američki filmski kritičar David Edelstein iz magazina New York bio je iznimno kritičan prema cijelom filmu te ga je nazvao "praznim od prvog do posljednjeg kadra... Čudesno je nečudesan". Američki filmski kritičar Joe McGovern iz Entertainment Weeklyja također je kritizirao film, dao mu ocjenu C+ te napisao da se radi "samo o još jednom nepovezanom znanstveno-fantastičnom spektaklu". Britanski filmski kritičar Mark Kermode za film je rekao: "Jupiter u usponu mnogo je stvari. Lud, ima ga posvuda, nepovezan, smiješnih dijaloga koje bi George Lucas bacio u kantu za smeće, spektakularno promašenih glumačkih ostvarenja. Neću reći da je dobar, ali lagao bih kad bih rekao da nisam u njemu uživao. Zabavio sam se".
Na filmskom festivalu u Sundanceu 2015. godine film je imao "skrivenu pretpremijeru" na kojoj se moglo prisustvovati samo uz pozivnicu te na koju nisu pozvani novinari. Ramin Setoodeh iz Varietyja izvijestio je da je kino bilo poluprazno te da je nekoliko ljudi napustilo projekciju, a nakon što je ista završila reakcije ljudi uglavnom su bile negativne. Jedan od sudionika projekcije navodno je izjavio da je film "naprosto ridikulozan" dok se scenaristu Nevilleu Kiseru film svidio uz komentar da bi možda za sam film bilo bolje da ima cenzorsku oznaku PG-13 zbog toga što je više usmjeren tinejdžerskoj publici. Setoodeh je također istaknuo da se mnogo ljudi na festivalu složilo da je izbor za prikazivanje ovog filma u Sundanceu bio čudan.
Unatoč negativnim kritikama, film danas ima pomalo i entuzijastičan kultni status, pogotovo među ženskim obožavateljicama znanstvene fantastike koje su prihvatile generalno mišljenje o filmu uz opasku: "Film jest smeće, ali to je NAŠE smeće". Donna Dickens s internetske stranice HitFix.com istaknula je da je mnogo gledatelja film smatralo atraktivnim zbog toga što pruža "lažno ispunjavanje koje osjećaju adolescentice". Dickens objašnjava da iako Hollywood tipično prikazuje snažne žene u akcijskim filmovima poput "Arnolda Schwarzeneggera sa sisama", Jupiter u usponu predstavlja lik Mile Kunis potpuno drugačije: "Žene se ne žele poistovjećivati sa superljudskim robotima. Želimo biti nitko i ništa kome se stalno udovoljava i govori da smo posebne - unatoč tome što svi dokazi govore suprotno". Gavia Baker-Whitelaw iz The Daily Dota imala je sličnu perspektivu na film, hvaleći ga što je u potpunosti izbjegao upotrebu seksističkih šala. Baker-Whitelaw opisala je film kao "savršen primjer nečega za štreberice, za samosvjesne mlade djevojke" te nadodala: "Glup je, čudan, prekrasan i želi da budete sretni". Ignatiy Vishnevetsky iz The A.V. Cluba opisao je film kao "imaginarno zaigranu svemirsku operu" te nadodao: "Možda nije toliko kompleksan kao Matrix, ali djeluje osobno na način na koji visokobudžetni filmovi ispunjeni specijalnim efektima rijetko kad djeluju". David Blaustein iz ABC Newsa napisao je da je film "vizualni znanstveno-fantastični spektakl koji bi vrlo lako mogao postati kultnim klasikom". Susana Polo iz tvrtke Polygon postavila je Jupiter u usponu na osmo mjesto liste deset najboljih filmova 2015. godine uz obrazloženje da premda film ne funkcionira, svejedno je prepun ambicije "koja djeluje na tako fantastičan način i ostaje uvjerljivom". U rujnu 2016. godine, Medium je objavio članak o 30 filmova koji su najviše podijelili publiku u 21. stoljeću, a u kojem se Jupiter u usponu nalazi na 29. mjestu.

### Nagrade
| Nagrada             | Kategorija                                    | Primatelji            | Rezultat   |
| ------------------- | --------------------------------------------- | --------------------- | ---------- |
| Kids' Choice Awards | Najomiljenija muška akcijska zvijezda         | Channing Tatum        | Nominacija |
| Teen Choice Awards  | Muška uloga: Znanstvena fantastika/fantazija  | Channing Tatum        | Nominacija |
| Teen Choice Awards  | Ženska uloga: Znanstvena fantastika/fantazija | Mila Kunis            | Nominacija |
| Zlatna malina       | Najgori film                                  | Jupiter u usponu      | Nominacija |
| Zlatna malina       | Najgori glumac                                | Channing Tatum        | Nominacija |
| Zlatna malina       | Najgora glumica                               | Mila Kunis            | Nominacija |
| Zlatna malina       | Najgori sporedni glumac                       | Eddie Redmayne        | Pobjeda    |
| Zlatna malina       | Najgora režija                                | Lana i Andy Wachowski | Nominacija |
| Zlatna malina       | Najgori scenarij                              | Lana i Andy Wachowski | Nominacija |

## Vanjske poveznice
- Jupiter u usponu na All Movie
- Jupiter u usponu u internetskoj bazi filmova IMDb-a